# Maria Luisa Carlotta d'Assia-Kassel
Maria Luisa Carlotta d'Assia-Kassel (in tedesco: Marie Luise Charlotte, Landgräfin von Hessen-Kassel; Copenaghen, 9 maggio 1814 – Lenggries, 28 luglio 1895) era un membro del casato d'Assia-Kassel e una langravina d'Assia-Kassel per nascita. Attraverso il suo matrimonio con il Principe Federico Augusto di Anhalt-Dessau, Maria Luisa Carlotta diventò anche un membro del casato d'Ascania e una principessa d'Anhalt-Dessau.

## Famiglia
Maria Luisa Carlotta era la secondogenita e seconda figlia femmina del Langravio Guglielmo d'Assia-Kassel e di sua moglie la Principessa Luisa Carlotta di Danimarca. Fu una sorella maggiore di Luisa d'Assia-Kassel, consorte di Cristiano IX di Danimarca.

## Matrimonio e figli
Maria Luisa Carlotta sposò il Principe Federico Augusto di Anhalt-Dessau, quarto ma terzo figlio maschio sopravvissuto di Federico, Principe Ereditario di Anhalt-Dessau e di sua moglie la Langravina Amalia d'Assia-Homburg, l'11 settembre 1832 al Rumpenheimer Schloss ad Offenbach am Main. Maria Luisa Carlotta e Federico Augusto ebbero tre figli:
- Adelaide Maria (25 dicembre 1833-24 novembre 1916), sposò Adolfo di Lussemburgo;
- Bathilde Amalgonda (29 dicembre 1837-10 febbraio 1902), sposò il principe Guglielmo di Schaumburg-Lippe;
- Hilda Carlotta (13 dicembre 1839-22 dicembre 1926).

## Titoli e stili
- 9 maggio 1814 – 11 settembre 1832: Sua Altezza Langravina Maria Luisa Carlotta d'Assia-Kassel.
- 11 settembre 1832 – 28 luglio 1895: Sua Altezza Principessa Federico Augusto di Anhalt-Dessau.

## Ascendenza
|                                        |                         |                                             | Genitori                                                              |  |  | Nonni |  |  | Bisnonni                   |  |  | Trisnonni                     |  |
|                                        |                         |                                             |                                                                       |  |  |       |  |  | Federico II d'Assia-Kassel |  |  | Guglielmo VIII d'Assia-Kassel |  |
|                                        |                         |                                             |                                                                       |  |  |       |  |  | Federico II d'Assia-Kassel |  |  | Guglielmo VIII d'Assia-Kassel |  |
|                                        |                         | Dorotea Guglielmina di Sassonia-Zeitz       |                                                                       |  |  |       |  |  | Federico II d'Assia-Kassel |  |  |                               |  |
| Federico d'Assia-Kassel                |                         |                                             |                                                                       |  |  |       |  |  | Federico II d'Assia-Kassel |  |  |                               |  |
|                                        |                         | Maria di Hannover                           | Giorgio II di Gran Bretagna                                           |  |  |       |  |  |                            |  |  |                               |  |
|                                        |                         | Maria di Hannover                           | Giorgio II di Gran Bretagna                                           |  |  |       |  |  |                            |  |  |                               |  |
|                                        |                         | Maria di Hannover                           | Carolina di Brandeburgo-Ansbach                                       |  |  |       |  |  |                            |  |  |                               |  |
| Guglielmo d'Assia-Kassel               |                         | Maria di Hannover                           |                                                                       |  |  |       |  |  |                            |  |  |                               |  |
|                                        |                         | Carlo Guglielmo di Nassau-Usingen           | Carlo di Nassau-Usingen                                               |  |  |       |  |  |                            |  |  |                               |  |
|                                        |                         | Carlo Guglielmo di Nassau-Usingen           | Carlo di Nassau-Usingen                                               |  |  |       |  |  |                            |  |  |                               |  |
|                                        |                         | Carlo Guglielmo di Nassau-Usingen           | Cristiana Guglielmina di Sassonia-Eisenach                            |  |  |       |  |  |                            |  |  |                               |  |
| Carolina di Nassau-Usingen             |                         | Carlo Guglielmo di Nassau-Usingen           |                                                                       |  |  |       |  |  |                            |  |  |                               |  |
|                                        |                         | Carolina Felicita di Leiningen-Dagsburg     | Cristiano Carlo Reinardo di Leiningen-Dachsburg-Falkenburg-Heidesheim |  |  |       |  |  |                            |  |  |                               |  |
|                                        |                         | Carolina Felicita di Leiningen-Dagsburg     | Cristiano Carlo Reinardo di Leiningen-Dachsburg-Falkenburg-Heidesheim |  |  |       |  |  |                            |  |  |                               |  |
|                                        |                         | Carolina Felicita di Leiningen-Dagsburg     | Caterina Polissena di Solms-Rödelheim                                 |  |  |       |  |  |                            |  |  |                               |  |
| Luisa d'Assia-Kassel                   |                         | Carolina Felicita di Leiningen-Dagsburg     |                                                                       |  |  |       |  |  |                            |  |  |                               |  |
|                                        | Federico V di Danimarca | Cristiano VI di Danimarca                   |                                                                       |  |  |       |  |  |                            |  |  |                               |  |
|                                        | Federico V di Danimarca | Cristiano VI di Danimarca                   |                                                                       |  |  |       |  |  |                            |  |  |                               |  |
|                                        | Federico V di Danimarca | Sofia Maddalena di Brandeburgo-Kulmbach     |                                                                       |  |  |       |  |  |                            |  |  |                               |  |
| Federico di Danimarca                  | Federico V di Danimarca |                                             |                                                                       |  |  |       |  |  |                            |  |  |                               |  |
|                                        |                         | Giuliana Maria di Brunswick-Lüneburg        | Ferdinando Alberto II di Brunswick-Lüneburg                           |  |  |       |  |  |                            |  |  |                               |  |
|                                        |                         | Giuliana Maria di Brunswick-Lüneburg        | Ferdinando Alberto II di Brunswick-Lüneburg                           |  |  |       |  |  |                            |  |  |                               |  |
|                                        |                         | Giuliana Maria di Brunswick-Lüneburg        | Antonietta Amalia di Brunswick-Wolfenbüttel                           |  |  |       |  |  |                            |  |  |                               |  |
| Luisa Carlotta di Danimarca            |                         | Giuliana Maria di Brunswick-Lüneburg        |                                                                       |  |  |       |  |  |                            |  |  |                               |  |
|                                        |                         | Luigi di Meclemburgo-Schwerin               | Cristiano Ludovico II di Meclemburgo-Schwerin                         |  |  |       |  |  |                            |  |  |                               |  |
|                                        |                         | Luigi di Meclemburgo-Schwerin               | Cristiano Ludovico II di Meclemburgo-Schwerin                         |  |  |       |  |  |                            |  |  |                               |  |
|                                        |                         | Luigi di Meclemburgo-Schwerin               | Gustava Carolina di Meclemburgo-Strelitz                              |  |  |       |  |  |                            |  |  |                               |  |
| Sofia Federica di Meclemburgo-Schwerin |                         | Luigi di Meclemburgo-Schwerin               |                                                                       |  |  |       |  |  |                            |  |  |                               |  |
|                                        |                         | Carlotta Sofia di Sassonia-Coburgo-Saalfeld | Francesco Giosea di Sassonia-Coburgo-Saalfeld                         |  |  |       |  |  |                            |  |  |                               |  |
|                                        |                         | Carlotta Sofia di Sassonia-Coburgo-Saalfeld | Francesco Giosea di Sassonia-Coburgo-Saalfeld                         |  |  |       |  |  |                            |  |  |                               |  |
|                                        |                         | Carlotta Sofia di Sassonia-Coburgo-Saalfeld | Anna Sofia di Schwarzburg-Rudolstadt                                  |  |  |       |  |  |                            |  |  |                               |  |
|                                        |                         | Carlotta Sofia di Sassonia-Coburgo-Saalfeld |                                                                       |  |  |       |  |  |                            |  |  |                               |  |